# 항속 거리
항속 거리(航續距離, 영어: range)는 항공기나 선박이 연료를 최대 적재량까지 실어 비행 또는 항행할 수 있는 최대 거리이다.
예비연료는 제외하기도 한다. 목적에 따라 자동차나 기갑차량에 적용되기도 한다.

## 항공기
항속 거리는 대지 속도에 최대 비행 시간 tmax를 곱한 것이다.
프로펠러기와 제트기의 항속 거리를 구하는 계산식은 다음과 같다.

### 계산
단위시간당 소비되는 연료량(연료 소비율)는 아래의 식으로 구할 수 있다:
{\displaystyle F={\frac {dW_{f}}{dt}}}
연료를 태운 만큼 (dWf) 항공기 무게는 (-dW) 가벼워지므로, dWf = -dW. 따라서
{\displaystyle F=-{\frac {dW}{dt}}}
단위 거리 근처의 연료 탑재량의 변화량은, 다음의 식으로 구한다. 단 V는 속도이다:
{\displaystyle {\frac {dW}{dR}}={\frac {\frac {dW}{dt}}{\frac {dR}{dt}}}={\frac {F}{V}}}
그리고, 항속 거리는 다음의 정적분으로 구할 수 있다:
{\displaystyle R=\int _{t_{1}}^{t_{2}}Vdt=\int _{W_{1}}^{W_{2}}-{\frac {V}{F}}dW=\int _{W_{2}}^{W_{1}}{\frac {V}{F}}dW}
여기서 V/F는 항속율로 불리며 단위 연료 중량 당 비행 거리를 나타낸다.
여기에서는 항속율은 항공기가 거의 안정된 비행을 하고 있는 것이라고 하는 전제로 한다.
다음 문단에서는 제트기와 프로펠러 추진기의 차이에 대해 설명한다.

#### 프로펠러기
프로펠러기에서는 평형 조건 Pa = Pr로부터, 어느 항공기 중량 때의 수평비행의 속도를 요구하지 않으면 안 된다.
추진 효율 ηj와 연료 소비율 cp는, 각각이 비행 속도의 함수가 되어 있다.
엔진 출력은 다음 식으로 구한다:
{\displaystyle P_{br}={\frac {P_{a}}{\eta _{j}}}.}
다음으로 이에 대응되는 연료 중량 유량을 구한다:
{\displaystyle F=c_{p}P_{br}.}
추진에 필요로 하는 출력(일률)은 항력 걸치는 속도이며, 항력은 양항비로부터 계산한다. 수평비행이므로 양력 L = 중량 W인 것에 주의하면,
{\displaystyle P_{a}=DV={\frac {L}{(C_{L}/C_{D})}}V=\left({\frac {C_{D}}{C_{L}}}W\right)V.}
양항비의 비가 일정과 가정하면, 적산의 항속 거리는 다음 식이 된다:
{\displaystyle R={\frac {\eta _{j}}{c_{p}}}{\frac {C_{L}}{C_{D}}}ln{\frac {W_{1}}{W_{2}}}.}
항속 거리의 해석적인 표현을 구하려면, 항속율과 연료 중량 유량이, 항공기와 추진 시스템에 의존하고 있는 것에 주의해야 하지만, 만약 그것들이 일정하다고 가정하면:
{\displaystyle R={\frac {\eta _{j}}{c_{p}}}{\frac {C_{L}}{C_{D}}}ln{\frac {W_{1}}{W_{2}}}}

#### 제트기
제트기의 경우, 다음 방식으로 계산된다. 여기에서는 거의 안정된 수평비행을 가정한다.
{\displaystyle D={\frac {C_{D}}{C_{L}}}W}
추진력은, 다음과 같이 쓸 수 있다:
{\displaystyle T=D={\frac {C_{D}}{C_{L}}}W}
제트 엔진은 연료 소비량에 대한 추진력으로 특징지을 수 있다.
즉, 연료 소비량은 엔진 출력에는 아니게 항력에 비례하고 있다.
{\displaystyle F=-c_{T}T=-c_{T}{\frac {C_{D}}{C_{L}}}W}
양력의 식을 사용하면,
{\displaystyle {\frac {1}{2}}\rho V^{2}SC_{L}=W}
여기서 ρ는 공기 밀도, S는 날개 면적. 항속율은 다음 식과 같다：
{\displaystyle {\frac {V}{F}}={\frac {1}{c_{T}W}}{\sqrt {{\frac {W}{S}}{\frac {2}{\rho }}{\frac {C_{L}}{C_{D}^{2}}}}}}
마지막으로 항속 거리를 구한다:
{\displaystyle R=\int _{W_{2}}^{W_{1}}{\frac {1}{c_{T}W}}{\sqrt {{\frac {W}{S}}{\frac {2}{\rho }}{\frac {C_{L}}{C_{D}^{2}}}}}dW}
일정한 고도, 일정한 영각, 일정한 연료 소비율로 순항하고 있을 때, 항속 거리는 다음과 같다:
{\displaystyle R={\frac {2}{c_{T}}}{\sqrt {{\frac {2}{S\rho }}{\frac {C_{L}}{C_{D}^{2}}}}}\left({\sqrt {W_{1}}}-{\sqrt {W_{2}}}\right)}
단, 항공기의 항공 역학적인 특성에 의한 압축율은 무시한다.

### 마하수에 의한 산출
성층권에서의 장거리 제트 비행에서는 음속은 일정해, 그 때문에 일정한 마하수로 비행하면 그 항공기는 국지적인 음속을 바꾸는 일 없이 상승한다.
이 경우,
{\displaystyle V=aM}
다만, M은 순항 마하수, a는 음속을 의미한다.
항속 거리의 식은 다음과 같이 변형할 수 있다:
{\displaystyle R={\frac {aM}{c_{T}}}{\frac {C_{L}}{C_{D}}}\int _{W_{2}}^{W_{1}}{\frac {dW}{W}}}
또는,
{\displaystyle R={\frac {aM}{c_{T}}}{\frac {C_{L}}{C_{D}}}ln{\frac {W_{1}}{W_{2}}}}

## 선박
배는 다른 교통기관과 비교해서 비교적 선체에 여유가 있기 때문에, 큰 연료 탱크에 대량의 중유나 경유, 가솔린을 탑재할 수 있다. 또, 저속으로 항행하면 연비가 좋아지므로 항속 거리는 매우 길다. 유조선 등은 2개월간, 지구를 반 바퀴 도는 거리를 무보급으로 항해할 수 있다..

## 같이 보기
- 항공 공학
- 선박 공학
- 공중 급유